# Kesfeld

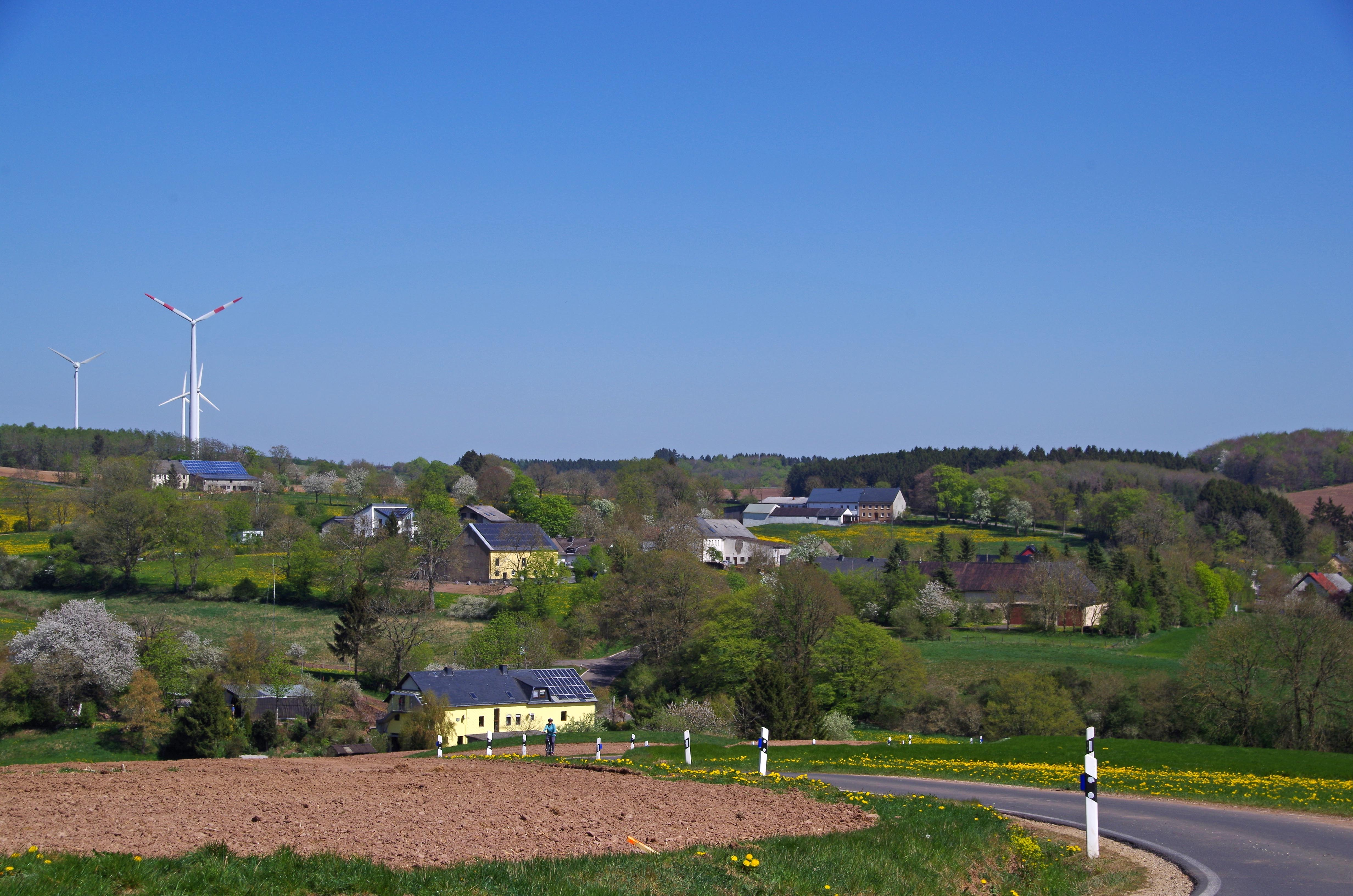
Kesfeld

Kesfeld ist eine Ortsgemeinde im Eifelkreis Bitburg-Prüm in Rheinland-Pfalz. Sie gehört der Verbandsgemeinde Arzfeld an.

## Geographie
Die Ortsgemeinde liegt in der Westeifel, nur wenige Kilometer östlich der Staatsgrenzen zu Luxemburg und Belgien. Das Gemeindegebiet erstreckt sich über die Hochfläche von Leidenborn und liegt etwa 8 km südlich von Pronsfeld. Zu Kesfeld gehören Teile der Weiler Spielmannsholz und Dromigt (beide teilweise zu Üttfeld gehörend), die in etwa 1 km Abstand vom Hauptort liegen.
Mit 85,6 % wird ein vergleichsweise großer Teil des Gemeindegebietes landwirtschaftlich genutzt, 9,8 % sind von Wald bestanden (Stand 2011).
Nachbargemeinden sind Heckhuscheid im Norden, Üttfeld im Osten, Leidenborn im Süden sowie Großkampenberg im Westen.

## Geschichte

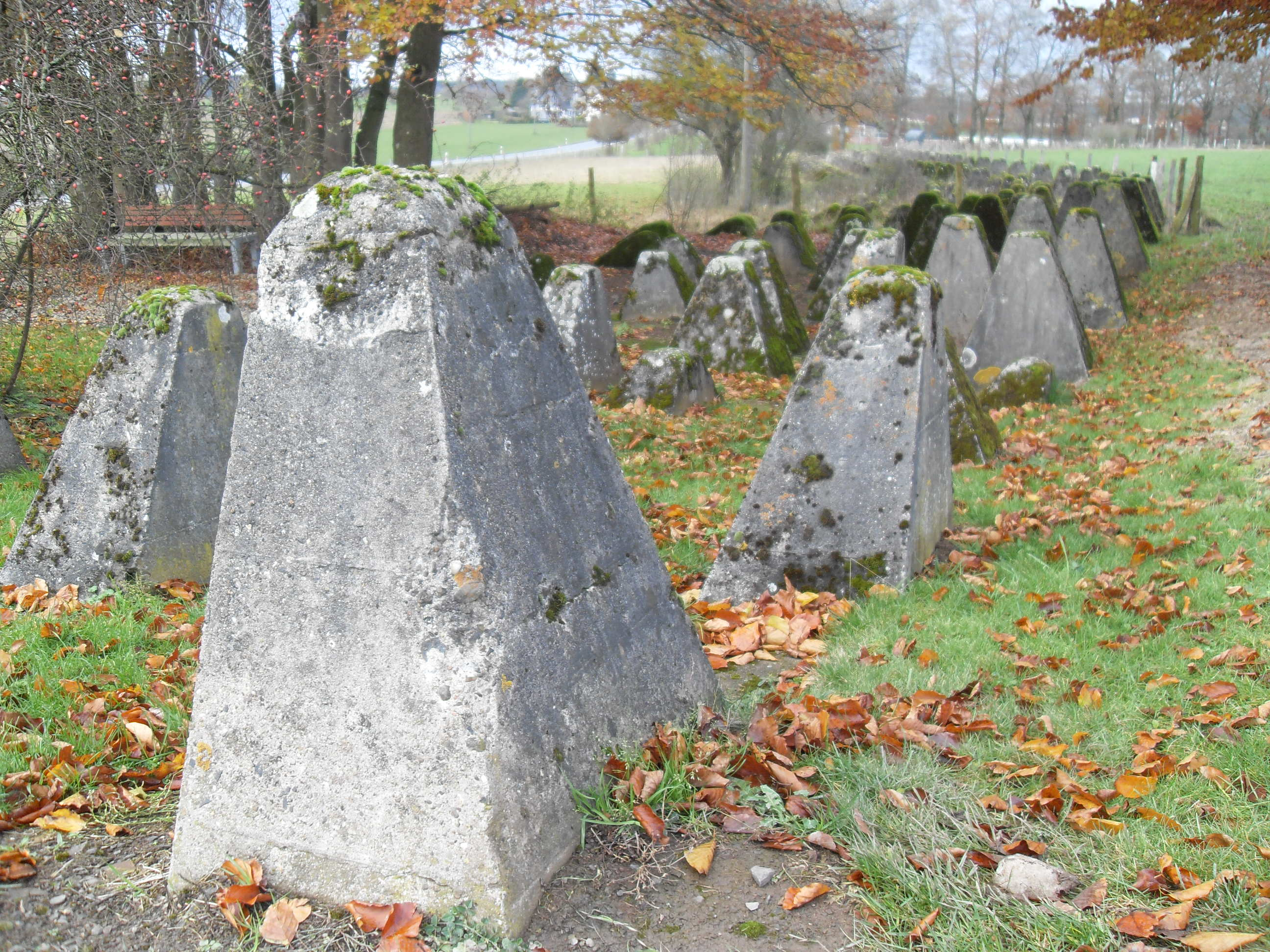
Westwallzeugen

Verschiedene Bodenfunde, Gebäudereste, Ziegel, Tongefäße und Hügelgräber belegen eine frühe Besiedlung des Raumes durch Kelten und Römer. Gesichert ist der Fund eines römischen Grabhügels nördlich von Kesfeld. Bei Rodungsarbeiten wurde dieser im Jahre 1988 entdeckt und durch das Rheinische Landesmuseum Trier dokumentiert. Etwas weiter östlich konnten zudem römische Grabfunde beobachtet werden. Der Ort in der heutigen Form ist entstanden bei der Rodungsphase im 12. Jahrhundert, worauf auch die Endung des Ortsnamens schließen lässt.
Der Ortsname ist vermutlich auf den das Dorf durchfließenden Kesselbach zurückzuführen. Urkundlich erwähnt wurde Kesfeld 1245/1265 als „Kesselveld“. Bis zum Ende des 18. Jahrhunderts gehörte der Ort zum Verwaltungs- und Gerichtsbezirk der Meierei Harspelt innerhalb der Herrschaft Dasburg im Herzogtum Luxemburg.
Im Jahr 1794 hatten französische Revolutionstruppen die Österreichischen Niederlande, zu denen das Herzogtum Luxemburg seinerzeit gehörte, besetzt und im Oktober 1795 annektiert. Unter der französischen Verwaltung gehörte Kesfeld zum Kanton Arzfeld, der verwaltungsmäßig dem Arrondissement Bitburg im Departement Wälder zugeordnet war, und wurde von der Mairie Leidenborn verwaltet.
Aufgrund der Beschlüsse auf dem Wiener Kongress wurde 1815 das vormals luxemburgische Gebiet östlich der Sauer und der Our dem Königreich Preußen zugeordnet. Der Ort gehörte von 1816 an zur Bürgermeisterei Leidenborn im neuen Kreis Prüm im Regierungsbezirk Trier und von 1822 bis zum Ende des Zweiten Weltkriegs zu Rheinprovinz. Nach 1936 gehörte die Gemeinde zum Amt Daleiden-Leidenborn.
Im Zweiten Weltkrieg wurden etwa 90 % des Ortes zerstört. Eine Evakuierung des Ortes fand im September 1944 statt. Die US-Truppen erreichten das Gebiet am 16. September, wobei die Front zunächst stockte. Daher lag Kesfeld bis zur Ardennenoffensive im Dezember 1944 unmittelbar am Frontverlauf. Im Februar 1945 wurde Kesfeld nochmals von US-amerikanischen Truppen eingenommen.
Seit der Kommunalreform 1971 gehört Kesfeld zur Verbandsgemeinde Arzfeld und zum Eifelkreis Bitburg-Prüm (damals: Landkreis Bitburg-Prüm).
Statistik zur Einwohnerentwicklung
Die Entwicklung der Einwohnerzahl von Kesfeld, die Werte von 1871 bis 1987 beruhen auf Volkszählungen:
| Jahr | Einwohner |
| ---- | --------- |
| 1815 | 68        |
| 1835 | 93        |
| 1871 | 124       |
| 1905 | 130       |
| 1939 | 346       |
| 1950 | 123       |
| 1961 | 110       |

| Jahr | Einwohner |
| ---- | --------- |
| 1970 | 105       |
| 1987 | 103       |
| 1997 | 106       |
| 2005 | 94        |
| 2011 | 81        |
| 2017 | 77        |
| 2023 | 75        |

## Politik

### Gemeinderat
Der Gemeinderat in Kesfeld besteht aus sechs Ratsmitgliedern, die bei der Kommunalwahl am 9. Juni 2024 in einer Mehrheitswahl gewählt wurden, und dem ehrenamtlichen Ortsbürgermeister als Vorsitzendem.

### Bürgermeister
Kerstin Zellinger wurde am 25. Juli 2024 Ortsbürgermeisterin von Kesfeld. Da für die Direktwahl am 9. Juni 2024 kein Wahlvorschlag eingereicht worden war,  oblag die Neuwahl des Bürgermeisters gemäß rheinland-pfälzischer Gemeindeordnung dem Rat. Dieser entschied sich auf seiner konstituierenden Sitzung einstimmig für Kerstin Zellinger.
Zuvor war Roland Kotz Ortsbürgermeister von Kesfeld. Bei der Direktwahl am 26. Mai 2019 war er mit einem Stimmenanteil von 98,15 % für weitere fünf Jahre in seinem Amt bestätigt worden. Roland Kotz musste es jedoch aufgrund einer Verfügung der kommunalen Aufsichtsbehörde im Frühjahr 2022 vorzeitig aufgeben, da er als Beschäftigter der Verbandsgemeinde Arzfeld nicht gleichzeitig Ortsbürgermeister einer ihrer Ortsgemeinden sein durfte. Da für eine am 4. September 2022 angesetzte Neuwahl kein Wahlvorschlag eingereicht wurde, oblag die Wahl eines Nachfolgers dem Rat. Übergangsweise führte der damalige Erste Beigeordnete Thomas Hostert die Amtsgeschäfte.

### Wappen
| Wappen von Kesfeld | Blasonierung: „Von Silber (Weiß) über Rot geteilt durch einen blau-silbernen (-weißen) Wellenschrägbalken, vorn drei goldene (gelbe) Getreidegarben bordweis, hinten ein rotes Hochkreuz auf zweistufigem Sockel (Kalvarienkreuz).“ |
| Wappen von Kesfeld | Wappenbegründung: Rot und Silber sind die Farben der Grafen von Vianden denen seit dem 14. Jahrhundert die luxemburgischen Herrschaft Dasburg und damit Kesfeld gehörte. Der blau-silberne Wellenbalken steht für den Primmer- und den Kesselbach. Das Hochkreuz ist im Ortskern wiederzufinden und soll an die Schrecken des Krieges erinnern. Die Christusfigur des Kreuzes wurde im Zweiten Weltkrieg stark beschädigt und lagerte lange Zeit in einer Scheune. Das von Christian Credner in Zusammenarbeit mit Kesfelder Bürgern entworfene Wappen wurde am 11. August 2010 durch die Kommunalaufsicht des Eifelkreises Bitburg-Prüm genehmigt. |

## Wirtschaft und Infrastruktur
Kesfeld ist heute eine landwirtschaftlich geprägte Wohngemeinde. Seit 1971, als noch 20 landwirtschaftliche Betriebe gezählt worden waren, hat die landwirtschaftlich genutzte Fläche von 317 ha vergleichsweise stark auf 170 ha (2005) abgenommen, die von 7 Betrieben bewirtschaftet wurden. Bekannt war die Landwirtschaft Kesfelds früher für Haferanbau und Hafersaatgut.
Das Ortszentrum liegt abseits größerer Durchgangsstraßen; die an den Rändern des Gemeindegebietes verlaufenden Landesstraßen sind über Gemeindestraßen zu erreichen. Eine vereinzelte Busanbindung nach Herzfeld und Reiff besteht an Werktagen durch die VRT-Buslinie 474.
Kesfeld ist Standort einer Freiwilligen Feuerwehr.